# Bauhinia carcinophylla
Càng cua (danh pháp khoa học: Bauhinia carcinophylla) là một loài thực vật có hoa trong họ Đậu. Loài này được Merr. miêu tả khoa học đầu tiên.